# 2024년 하계 올림픽 라트비아 선수단
2024년 하계 올림픽 라트비아 선수단은 2024년 7월 26일부터 8월 11일까지 프랑스 파리에서 열린 2024년 하계 올림픽에 참가한 올림픽 라트비아 선수단이다.
이번 대회는 라트비아가 9회 연속 올림픽에 출전하는 기록이다.

## 출전 선수
| 종목    | 남자 | 여자 | 전체 |
| ------- | ---- | ---- | ---- |
| 근대5종 | 1    | 0    | 1    |
| 농구    | 4    | 0    | 4    |
| 다이빙  | 0    | 1    | 1    |
| 배구    | 0    | 2    | 2    |
| 사이클  | 4    | 2    | 6    |
| 사격    | 1    | 1    | 2    |
| 수영    | 1    | 1    | 2    |
| 승마    | 1    | 0    | 1    |
| 역도    | 1    | 0    | 1    |
| 육상    | 3    | 5    | 8    |
| 테니스  | 0    | 1    | 1    |
| 전체    | 16   | 13   | 29   |

## 메달 집계
| 종목 | 1 | 2 | 3 | 합계 |
| 종목 | ' | ' | ' | '    |
| 종목 | ' | ' | ' | '    |
| 종목 | ' | ' | ' | '    |
| 합계 | ' | ' | ' | '    |

## 종목별 성적

### 근대5종
남자
- 파벨스 슈베초우스

### 다이빙
여자
- 제야 파트리카

### 사격
남자
- 라우리스 스트라우트마니스

여자
- 아가테 라슈마네

### 사이클
남자
- 마르틴슈 블룸스
- 톰스 스쿠인슈
- 에르네스츠 제볼츠
- 크리스텐스 크리게르스

여자
- 베로니카 스투리슈카
- 아나스타시야 카르보나리

### 수영
남자
- 다니일스 보브로우스

여자
- 이에바 말류카

### 승마
- 크리스탑스 네레트니엑스

### 역도
남자
- 리트바르스 수하레우스

### 육상
남자
- 파트릭스 가일룸스
- 가티스 착슈
- 발테르스 크레이슈

여자
- 루타 카테 라스마네
- 리나 무제
- 군타 바이출레
- 아네테 시에티냐
- 아가테 차우네

### 테니스
여자
- 옐레나 오스타펜코

## 같이 보기
- 2024년 하계 올림픽